# Gekko grossmanni
Gekko grossmanni är en ödleart som beskrevs av  Günther 1994. Gekko grossmanni ingår i släktet Gekko och familjen geckoödlor. IUCN kategoriserar arten globalt som otillräckligt studerad. Inga underarter finns listade i Catalogue of Life.